# Adelia Silva
Adelia Silva de Sosa (Artigas, 3 de abril de 1925-Artigas, 10 de julio de 2004) fue una maestra, poeta y periodista uruguaya de reconocida trayectoria a nivel nacional e internacional.

## Biografía
Cursó sus estudios primarios en la Escuela N° 1 “Artigas” para niñas y sus estudios secundarios en el Liceo Departamental de esa ciudad. Obtuvo su título de Maestra en el Instituto Normal de Artigas rindiendo sus exámenes libres en Montevideo. Finalmente el 20 de octubre de 1981 recibió el título de periodista y en 1993 el de Relaciones Públicas.
Se destacó por su lucha constante contra la discriminación racial, superó la incomprensión y la intolerancia y se transformó en una destacada maestra, inspectora, poetisa y periodista.
El año 2011 fue declarado el Año Internacional de los y las Afrodescendientes y en el Uruguay se celebró el Bicentenario de la Revolución Artiguista. En conmemoración a estos dos hechos la Organización Mundo Afro Uruguay decidió tributarle un homenaje y se editó el libro Adelia Silva- Un legado de luz para “el rescate de la memoria viva de sus luchadoras y luchadores de toda la vida” y para «perpetuar su legado de compromiso con la vida y referente afrodescendiente de la sociedad artiguense y uruguaya».
Todos los cargos que ocupó fueron por concurso: 
- Maestra Rural
- Directora Rural
- Maestra de Escuelas de Práctica en Artigas
- Directora de Escuela al aire libre
- Directora de Escuelas de 2° grado en los Departamentos de Artigas, Florida, Canelones y Colonia.
- Inspectora de Zona en los departamentos de Artigas, Florida y Salto.

Además trabajó en Educación Secundaria como profesora de Física, Química y Francés y como Formadora de Formadores, como profesora honoraria en el Instituto Normal de Artigas dictando clases en las asignaturas Pedagogía, Psicología, Historia de la Educación y Sociología.

## Premios y reconocimientos

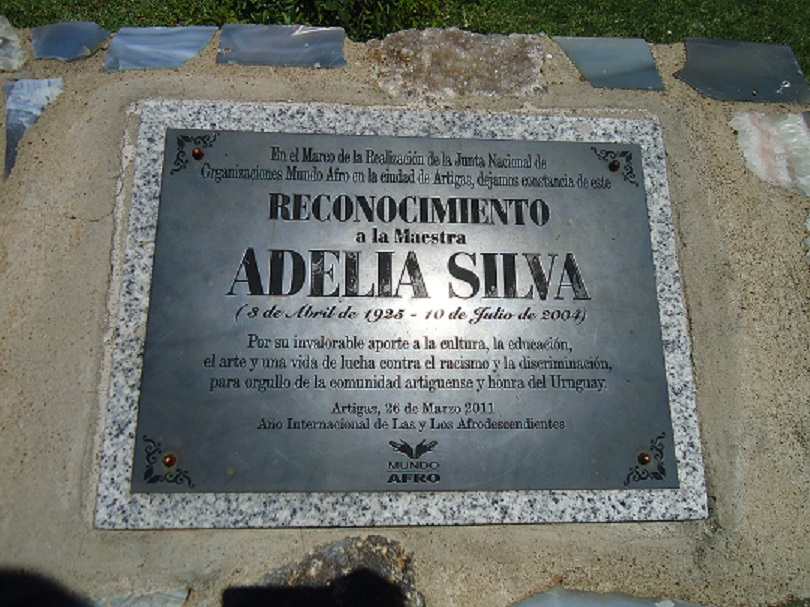
Placa colocada en el Monumento al Maestro, Artigas, Uruguay.

| Año  | Premios y reconocimientos |
| ---- | --- |
| 1981 | Premio Jean Harris, Mujeres Destacadas, otorgado por el Rotary Club Artigas, en representación de Uruguay.                              |
| 1985 | Diploma de Honor del círculo de artes y letras Ángel Falco.                                                                             |
| 1985 | 22 al 26 de mayo, Semana del libro: “Maestra Adelia Silva”, en homenaje a su trayectoria                                                |
| 2004 | Premio Rocco Certo, otorgado por la cámara de Comercio de Sicilia (Italia) y entregado en Uruguay por la Sociedad Italiana de San José. |